# Skiclub Partenkirchen
Der Skiclub Partenkirchen (SCP) ist ein Wintersportverein aus Garmisch-Partenkirchen. Er ist in die Abteilungen Alpin, Skisprung, Langlauf und Biathlon untergliedert. Am 1. Januar 2013 hatte der Verein 1763 Mitglieder.

## Geschichte
Der Verein wurde am 22. März 1904 gegründet. In der Satzung vom 19. Oktober 1910 heißt es, dass man neben Skikursen und der Pflege dieses Sports auch sich für die „Unterhaltung und Neuanlage erstklassiger Einrichtungen für den Wintersport. /: Rodelbahnen, Eisplätze, Sprunghügel“ verpflichtet sieht.
Der Verein ist Ausrichter des Neujahrsspringens, das jährlich am Neujahrstag in Garmisch-Partenkirchen stattfindet.

## Sportler
Anna Wörner (Freestyle-Skiing) ist angehörige des Vereins. Ehemalige Sportler sind Fanny Chmelar, Käthe Grasegger, Maria Höfl-Riesch, Christian Neureuther, Lisa Resch, Susanne Riesch, Andreas Strodl,  Peter Strodl, Martin Neuner, Karl Neuner, Felix Neureuther, Laura Dahlmeier.